# Gajdy
Gajdy [pronunciación en polaco: /ˈɡai̯dɨ/] (en alemán Goyden) es un pueblo ubicado en el distrito administrativo de Gmina Zalewo, dentro del Condado de Iława, Voivodato de Varmia y Masuria, en Polonia del norte. Se encuentra aproximadamente a 6 kilómetros al noroeste de Zalewo, a 31 kilómetros al norte de Iława, y a 65 kilómetros al oeste de la capital regional Olsztyn.
El pueblo tiene una población de 127 habitantes.